# Chrysomya regalis
Chrysomya regalis är en tvåvingeart som beskrevs av Robineau-desvoidy 1830. Chrysomya regalis ingår i släktet Chrysomya och familjen spyflugor. Inga underarter finns listade i Catalogue of Life.